# Carbonear
Carbonear es un pueblo canadiense situado en la provincia de Terranova y Labrador.

## Superficie
Carbonear tiene una superficie de 12,44 km².

## Demografía
En 2021, tenía 4696 habitantes, una densidad poblacional de 377,4 hab./km², y 2289 viviendas.